# Coupe de Chine 2006
Navigation
Édition précédente Édition suivante
La Coupe de Chine est une compétition internationale de patinage artistique qui se déroule en Chine au cours de l'automne. Elle accueille des patineurs amateurs de niveau senior dans quatre catégories: simple messieurs, simple dames, couple artistique et danse sur glace.
La quatrième Coupe de Chine est organisée du 9 au 12 novembre 2006 au centre olympique de Nankin. Elle est la troisième compétition du Grand Prix ISU senior de la saison 2006/2007.

## Résultats

### Messieurs
| Rang    | Nom                | Pays        | Points | Programme court | Programme court | Programme libre | Programme libre |
| ------- | ------------------ | ----------- | ------ | --------------- | --------------- | --------------- | --------------- |
| 1       | Evan Lysacek       | États-Unis  | 220.04 | 2               | 69.20           | 1               | 150.84          |
| 2       | Sergei Davydov     | Biélorussie | 199.11 | 1               | 69.45           | 3               | 129.66          |
| 3       | Emanuel Sandhu     | Canada      | 193.39 | 4               | 63.55           | 2               | 129.84          |
| 4       | Scott Smith        | États-Unis  | 192.38 | 3               | 63.77           | 4               | 128.61          |
| 5       | Kensuke Nakaniwa   | Japon       | 182.74 | 6               | 60.73           | 6               | 122.01          |
| 6       | Alexander Uspenski | Russie      | 178.59 | 9               | 56.22           | 5               | 122.37          |
| 7       | Yannick Ponsero    | France      | 177.09 | 5               | 62.90           | 8               | 114.19          |
| 8       | Wu Jialiang        | Chine       | 175.52 | 7               | 57.75           | 7               | 117.77          |
| 9       | Gao Song           | Chine       | 154.28 | 10              | 55.47           | 9               | 98.81           |
| 10      | Ryo Shibata        | Japon       | 153.63 | 8               | 57.40           | 10              | 96.23           |
| Forfait | Li Chengjiang      | Chine       |        |                 |                 |                 |                 |

### Dames
| Rang | Nom             | Pays         | Points | Programme court | Programme court | Programme libre | Programme libre |
| ---- | --------------- | ------------ | ------ | --------------- | --------------- | --------------- | --------------- |
| 1    | Júlia Sebestyén | Hongrie      | 153.80 | 3               | 52.82           | 1               | 100.98          |
| 2    | Yukari Nakano   | Japon        | 151.27 | 2               | 54.90           | 2               | 96.37           |
| 3    | Emily Hughes    | États-Unis   | 151.12 | 1               | 56.74           | 3               | 94.38           |
| 4    | Xu Binshu       | Chine        | 136.31 | 6               | 49.54           | 5               | 86.77           |
| 5    | Beatrisa Liang  | États-Unis   | 134.99 | 5               | 49.72           | 8               | 85.27           |
| 6    | Mai Asada       | Japon        | 134.27 | 8               | 47.26           | 4               | 87.01           |
| 7    | Ielena Sokolova | Russie       | 134.17 | 7               | 48.50           | 6               | 85.67           |
| 8    | Aki Sawada      | Japon        | 133.33 | 4               | 49.98           | 9               | 83.35           |
| 9    | Liu Yan         | Chine        | 125.23 | 11              | 39.88           | 7               | 85.35           |
| 10   | Kim Chae-Hwa    | Corée du Sud | 115.19 | 10              | 40.98           | 10              | 74.21           |
| 11   | Fang Dan        | Chine        | 113.38 | 9               | 41.52           | 11              | 71.86           |
| 12   | Roxana Luca     | Roumanie     | 100.83 | 12              | 32.40           | 12              | 68.43           |

### Couples
| Rang | Nom                                           | Pays        | Points | Programme court | Programme court | Programme libre | Programme libre |
| ---- | --------------------------------------------- | ----------- | ------ | --------------- | --------------- | --------------- | --------------- |
| 1    | Shen Xue / Zhao Hongbo                        | Chine       | 193.59 | 1               | 68.90           | 1               | 124.69          |
| 2    | Pang Qing / Tong Jian                         | Chine       | 172.56 | 2               | 62.00           | 3               | 110.56          |
| 3    | Aljona Savchenko / Robin Szolkowy             | Allemagne   | 171.63 | 3               | 58.64           | 2               | 112.99          |
| 4    | Valérie Marcoux / Craig Buntin                | Canada      | 165.11 | 4               | 56.68           | 4               | 108.43          |
| 5    | Dorota Zagórska / Mariusz Siudek              | Pologne     | 151.65 | 5               | 50.74           | 5               | 100.91          |
| 6    | Julia Vlassov / Drew Meekins                  | États-Unis  | 125.55 | 6               | 43.76           | 6               | 81.79           |
| 7    | Li Jiaqi / Xu Jiankun                         | Chine       | 122.03 | 8               | 41.70           | 7               | 80.33           |
| 8    | Emilie Demers Boutin / Pierre-Philippe Joncas | Canada      | 118.48 | 7               | 43.00           | 8               | 75.48           |
| 9    | Stacey Kemp / David King                      | Royaume-Uni | 112.66 | 9               | 38.60           | 9               | 74.06           |

### Danse sur glace
| Rang | Nom                                   | Pays        | Points | Danse imposée | Danse imposée | Danse originale | Danse originale | Danse libre | Danse libre |
| ---- | ------------------------------------- | ----------- | ------ | ------------- | ------------- | --------------- | --------------- | ----------- | ----------- |
| 1    | Oksana Domnina / Maksim Chabaline     | Russie      | 188.41 | 1             | 36.86         | 2               | 58.42           | 1           | 93.13       |
| 2    | Tanith Belbin / Benjamin Agosto       | États-Unis  | 187.15 | 2             | 36.75         | 1               | 58.90           | 2           | 91.50       |
| 3    | Jana Khokhlova / Sergey Novitski      | Russie      | 173.86 | 3             | 31.61         | 3               | 53.98           | 3           | 88.27       |
| 4    | Alexandra Zaretski / Roman Zaretski   | Israël      | 158.37 | 4             | 30.20         | 4               | 48.64           | 4           | 79.53       |
| 5    | Pernelle Carron / Matthieu Jost       | France      | 151.46 | 6             | 28.25         | 5               | 47.61           | 5           | 75.60       |
| 6    | Anastasia Grebenkina / Vazgen Azroyan | Arménie     | 150.77 | 5             | 29.19         | 6               | 46.31           | 6           | 75.27       |
| 7    | Lauren Senft / Leif Gislason          | Canada      | 143.69 | 7             | 27.70         | 7               | 43.73           | 7           | 72.26       |
| 8    | Mylène Girard / Bradley Yaeger        | Canada      | 140.11 | 8             | 26.00         | 8               | 42.91           | 8           | 71.20       |
| 9    | Olga Akimova / Alexander Shakalov     | Ouzbékistan | 127.23 | 10            | 22.33         | 9               | 39.18           | 9           | 65.72       |
| 10   | Huang Xintong / Zheng Xun             | Chine       | 125.91 | 9             | 23.17         | 10              | 39.03           | 11          | 63.71       |
| 11   | Yu Xiaoyang / Wang Chen               | Chine       | 124.09 | 11            | 21.86         | 11              | 37.69           | 10          | 64.54       |

## Sources
- Résultats de la Coupe de Chine 2006 sur le site de l'ISU
- Patinage Magazine N°105 (Hiver 2006/2007)